# Nicole Brändli
Nicole Brändli (Horgen, 18 juni 1979) is een voormalig professioneel wielrenster uit Zwitserland. Ze vertegenwoordigde haar vaderland driemaal op rij bij de Olympische Spelen: in 2000, 2004 en 2008. Brändli won driemaal de Giro Donne (in 2001, 2003 en 2005), de vrouwelijke tegenhanger van de Ronde van Italië. Ze werd vier keer Zwitsers kampioene op de weg, werd in 2001 Europees kampioene bij de belofte en ze won drie zilveren medailles op het wereldkampioenschap: in de tijdrit op het WK 2001 in Lissabon en in zowel de weg- als tijdrit op het WK 2002 in Zolder, België. Ze reed van 2005 tot 2009 bij de Zwitserse wielerploeg Bigla.
Na het WK 2009 in Mendrisio zette ze een punt achter haar carrière. Met het oog op de Olympische Spelen in Rio de Janeiro hervatte ze haar carrière in januari 2016 bij Servetto Footon. Ze werd uiteindelijk niet geselecteerd voor de Spelen en ook haar geplande Giro-deelname ging niet door, waarna ze haar carrière in de zomer van 2016 alsnog beëindigde.
Op 6 mei 2017, op de avond voor de GP di Lugano, kreeg Brändli een oeuvreprijs uitgereikt voor haar hele carrière.
Nicole Brändli is getrouwd met Dimitri Sedoen, een voormalig wielrenner uit Rusland.

## Erelijst
1996
- 2e in Zwitserse kampioenschappen, individuele tijdrit, Junioren

1997
- 2e in Wereldkampioenschappen, wegwedstrijd, Junioren

1998
- 3e in Berner Rundfahrt

1999
- 2e in Europese kampioenschappen, individuele tijdrit, Beloften
- 3e in Europese kampioenschappen, wegwedstrijd, Beloften
- 3e in Rund Um die Rigi - Gersau
- 2e in Zwitserse kampioenschappen, wegwedstrijd, Elite

2000
- 2e in Berner Rundfahrt
- 2e in Eindklassement Eko Tour Dookola Polski
- 3e in Europese kampioenschappen, individuele tijdrit, Beloften
- 3e in Giro del Lago Maggiore - GP Knorr
- 1e in  Zwitserse kampioenschappen, individuele tijdrit, Elite
- 16e in Olympische Spelen, wegwedstrijd, Elite
- 22e in Olympische Spelen, individuele tijdrit, Elite

2001
- 3e in Berner Rundfahrt
- 1e in Trofeo Alfredo Binda-Comune di Cittiglio
- 2e in Wereldkampioenschappen, individuele tijdrit, Elite
- 1e in  Eindklassement Giro d'Italia Donne
  - 3e in 2e etappe deel a Giro d'Italia Donne
  - 2e in 9e etappe Giro d'Italia Donne
  - 1e in 10e etappe Giro d'Italia Donne
  - 1e in 11e etappe Giro d'Italia Donne
- 1e in Eindklassement Giro della Toscana Int. Femminile
- 2e in Eindklassement Gracia Orlova
- 1e in  Zwitserse kampioenschappen, wegwedstrijd, Elite
- 3e in Zwitserse kampioenschappen, individuele tijdrit, Elite
- 1e in  Europese kampioenschappen, individuele tijdrit, Beloften

2002
- 1e in Eindklassement Vuelta Castilla y Leon
- 2e in Wereldkampioenschappen, wegwedstrijd, Elite
- 2e in Wereldkampioenschappen, individuele tijdrit, Elite
- 2e in Eindklassement Giro del Trentino Alto Adige-Südtirol
- 1e in  Zwitserse kampioenschappen, wegwedstrijd, Elite
- 2e in Zwitserse kampioenschappen, individuele tijdrit, Elite
- 1e in 9e etappe Grande Boucle Féminine Internationale
- 3e in Eindklassement Giro della Toscana Int. Femminile
  - 3e in 1e etappe Giro della Toscana Int. Femminile
  - 2e in 2e etappe Giro della Toscana Int. Femminile

2003
- 1e in  Eindklassement Giro d'Italia Donne
  - 1e in 3e etappe Giro d'Italia Donne
- 2e in Berner Rundfahrt
- 1e in Eindklassement Gracia Orlova
- 1e in  Zwitserse kampioenschappen, wegwedstrijd, Elite

2004
- 1e in Eindklassement Gracia Orlova
  - 2e in 1e etappe Gracia Orlova
  - 2e in 2e etappe Gracia Orlova
- 3e in Zwitserse kampioenschappen, individuele tijdrit, Elite
- 3e in 8e etappe Giro d'Italia Donne
- 1e in GP Carnevale d'Europa
- 2e in 6e etappe Thüringen-Rundfahrt der Frauen
- 38e in Olympische Spelen, wegwedstrijd, Elite

2005
- 1e in Bern - Oberbottigen
- 1e in Eindklassement Albstadt 
  - 1e in 2e etappe Albstadt
- 2e in Eindklassement Giro del Trentino Alto Adige-Südtirol
  - 2e in Proloog 2e etappe Giro del Trentino Alto Adige-Südtirol
- 2e in Zwitserse kampioenschappen, wegwedstrijd, Elite
- 1e in  Eindklassement Giro d'Italia Donne
  - 1e in Proloog Giro d'Italia Donne
  - 1e in 1e etappe Giro d'Italia Donne
  - 1e in 7e etappe Giro d'Italia Donne
- 2e in Proloog Giro di San Marino
- 2e in GP di San Marino

2006
- 3e in Giro del Lago Maggiore - GP Knorr
- 3e in Eindklassement Gracia Orlova
  - 2e in 4e etappe Gracia Orlova
- 3e in Eindklassement Emakumeen Bira
  - 3e in 1e etappe Emakumeen Bira
  - 3e in 3e etappe deel a Emakumeen Bira
- 2e in Eindklassement Giro del Trentino Alto Adige-Südtirol
  - 2e in 1e etappe Giro del Trentino Alto Adige-Südtirol
  - 3e in 2e etappe Giro del Trentino Alto Adige-Südtirol
- 2e in Zwitserse kampioenschappen, wegwedstrijd, Elite
- 2e in Eindklassement Giro d'Italia Donne
  - 1e in 1e etappe Giro d'Italia Donne
  - 3e in 2e etappe Giro d'Italia Donne
  - 2e in 7e etappe Giro d'Italia Donne
- 1e in GP Ouest France
- 1e in Eindklassement Giro della Toscana Int. Femminile
  - 1e in 2e etappe Giro della Toscana Int. Femminile

2007
- 3e in 2e etappe GP Costa Etrusca
- 3e in 8e etappe deel b Tour de l'Aude Cycliste Féminin
- 3e in Eindklassement Emakumeen Bira
  - 3e in 3e etappe Emakumeen Bira
- 3e in Zwitserse kampioenschappen, wegwedstrijd, Elite
- 2e in Eindklassement Giro d'Italia Donne
  - 1e in 5e etappe Giro d'Italia Donne
- 3e in Eindklassement Albstadt 
  - 3e in 2e etappe Albstadt
- 2e in Eindklassement Trophée d'Or Féminin
  - 1e in 2e etappe Trophée d'Or Féminin

2008
- 1e in Ronde van het Maggioremeer
- 1e in GP Brissago
- 1e in Leo Wirth Strassenrennen
- 3e in 6e etappe Giro d'Italia Donne
- 18e in Olympische Spelen, wegwedstrijd, Elite

2009
- 1e in GP Raiffeisen
- 3e in Eindklassement Giro d'Italia Donne
- 1e in 1e etappe Giro della Toscana Int. Femminile

met Modesta Vzesniauskaite, Noemi Cantele, Jennifer Hohl, Monica Holler, Bettina Kuhn en  Veronica Andréasson
- 8e in Wereldkampioenschappen, wegwedstrijd, Elite

2016
- 3e in Eindklassement Tour of Zhoushan Island
  - 3e in 2e etappe Tour of Zhoushan Island

### Uitslagen WK's, grote rondes en Olympische Spelen
| Wedstrijd              | 2000 | 2001 | 2002 | 2003 | 2004 | 2005 | 2006 | 2007 | 2008 | 2009 | 2016 |
| ---------------------- | ---- | ---- | ---- | ---- | ---- | ---- | ---- | ---- | ---- | ---- | ---- |
| WK op de weg           |      | 6e   | 2e   |      | 6e   | 19e  | 8e   |      |      | 8e   |      |
| WK tijdrijden          |      | 2e   | 2e   | 27e  |      | 15e  | 13e  |      |      |      |      |
| Giro Donne             |      | 1e   |      | 1e   |      | 1e   | 2e   | 2e   |      | 3e   |      |
| Olym. Spelen (wegrit)  | 16e  |      |      |      | 38e  |      |      |      | 18e  |      |      |
| Olym. Spelen (tijdrit) | 22e  |      |      |      |      |      |      |      |      |      |      |

Beste prestatie is vet gedrukt.

## Ploegen
- 1999 — Acca Due O (Italië)
- 2000 — Red Bull Frankfurt (Duitsland)
- 2001 — Edil Savino (Italië)
- 2002 — Acca Due O Pasta Zara Lorena Camiche (Litouwen)
- 2003 — Team Prato Marathon Bike (Rusland)
- 2004 — SC Michela Fanini Record Rox (Italië)
- 2005 — Team Bigla (Zwitserland)
- 2006 — Bigla Cycling Team (Zwitserland)
- 2007 — Bigla Cycling Team (Zwitserland)
- 2008 — Bigla Cycling Team (Zwitserland)
- 2009 — Bigla Cycling Team (Zwitserland)
- 2016 — Servetto Footon (Italië)